# 山階芳麿
山階 芳麿（やましな よしまろ、1900年〈明治33年〉7月5日 - 1989年〈平成元年〉1月28日）は、日本の旧皇族。日本の鳥類学者。山階宮菊麿王と同妃範子（先妃）の第2王子。旧名：芳麿王。山階鳥類研究所の創設者。階級は陸軍中尉。位階勲等は正三位勲一等。爵位は侯爵。学位は理学博士（北海道帝国大学）。生前に受けた栄誉及び表彰歴としては第1級ゴールデンアーク勲章受勲及びジャン・デラクール賞受賞などがある。

## 生涯

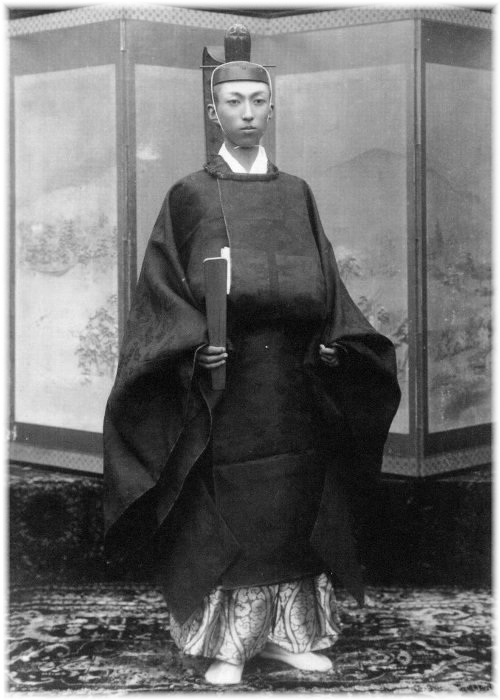
大正の頃の山階芳麿

1900年（明治33年）7月5日、皇族・山階宮菊麿王の第2子として東京市麹町区に誕生した。昭和天皇とは実母（範子妃）を、香淳皇后とは継母（常子妃）を通じての従兄にあたる。山階宮邸は敷地が約5500坪。幼い頃から鳥に興味を持ち、6歳の誕生日に一つがいのオシドリの剥製を贈られる。
1907年（明治40年）：学習院初等科入学。学習院中等科のとき、陸軍中央幼年学校予科に入る。これは「皇族男子は軍人の道を歩まねばならない」とする明治天皇からの沙汰によるものであり、後に陸軍中央幼年学校本科、陸軍士官学校（33期）を経て陸軍少尉に任官。砲兵将校となる。
1920年（大正9年）：7月5日に叙勲、勲一等旭日桐花大綬章受章。同日、貴族院皇族議員に就任したが、皇室の内規に従って臣籍降下を願い出て、7月20日の皇族会議で認められる。7月24日、大正天皇から山階の家名と侯爵の爵位を与えられ、従四位に叙せられ、貴族院議員を退任。陸軍砲兵中尉となるが、動物学研究の望みを断ち難く、軍を退役する。
1925年（大正14年）4月21日：伯爵酒井忠道（旧小浜藩）次女・寿賀子（すがこ）と結婚。同年7月4日、貴族院侯爵議員に就任。1929年（昭和4年）4月：東京帝国大学理学部動物学科選科（のちの東京大学大学院）に入学（講座主任は谷津直秀教授、担当は田中茂穂助教授（魚類学））、2年にわたって動物学の基礎を学ぶ。1931年（昭和6年）3月：東京帝国大学理学部動物学科選科修了。
1932年（昭和7年）：豊多摩郡渋谷町南平台町の山階侯爵邸内に山階鳥類研究所の前身である山階家鳥類標本館を設立した（同研究所については後述）。1939年（昭和14年）：北海道帝国大学（のちの北海道大学）教授小熊捍（おぐま・まもる）の指導を受け、鳥類の雑種における不妊性の研究に取り組む。1942年（昭和17年）：「鳥類雑種の不妊性に関する論文」によって北海道大学から理学博士号を授与された。1946年（昭和21年）5月12日、貴族院議員を辞職。間もなく公職追放となる。
その後、鳥類の染色体の研究に取り組み、1947年（昭和22年）に鳥類の分類に染色体による分類法を導入して、国内外から高い評価を得た。1949年（昭和24年）、関連論文の集大成『細胞学に基づく動物の分類』を上梓し、1950年（昭和25年）に日本遺伝学会賞を受賞した。戦後のタンパク質不足から、文部省から「ニワトリの増殖」について研究委託を受け、多産で肉質がよいニワトリの品種改良にも取り組んだ。その他、バリケンとアヒルの雑種ドバンの増殖研究にも力を入れた。鳥類の保護にも大きな熱意を注ぎ、日本鳥学会会頭、日本鳥類保護連盟会長、国際鳥類保護会議副会長、同アジア部会長等を歴任した。
1966年（昭和41年）、紫綬褒章受章。1977年（昭和52年）、鳥学の世界のノーベル賞とも言われるジャン・デラクール賞を受賞。1978年（昭和53年）、「世界の生物保護に功績があった」としてオランダ王室から第1級ゴールデンアーク勲章を受章した。
1989年（平成元年）1月28日、88歳で逝去した。

## 逸話
黒田長禮による『鳥類原色大図説』、清棲幸保による『増補改訂版・日本鳥類大図鑑全3巻、増補版1巻』と並び、日本鳥類三大図鑑のひとつと名高い『日本の鳥類と其生態 旧北区の部』全2巻』は、全5巻で出版される予定だったが、戦争による影響を受けて第1・2巻の出版で終わってしまう。
原色図版8枚にSUGAKOというサインが入っており、妻の寿賀子夫人が描かれた鳥が図版に使われたと言われている。

## 血縁
- 祖父：晃親王
- 父：菊麿王
- 母：実母：範子妃、継母：常子妃
- 兄弟：（同母）武彦王 - 芳麿 - 安子女王 - （異母弟）藤麿王 - 萩麿王 - 茂麿王

寿賀子夫人との間に子供は無く、妹・安子女王と侯爵浅野長武との次男（芳麿からすれば甥）の山階芳正（旧名：浅野茂松、1927年～2012年）を1947年（昭和22年）、養子に迎えた（1961年離籍し浅野姓に戻るが、1989年、芳麿の死去に伴い山階姓に復籍）。その長男・浅野茂正（1964年～）も1989年（平成元年）、父とともに山階姓となる。
鳥類学者の黒田長久は義理の従兄弟にあたる。

## 山階鳥類研究所
1931年（昭和6年）秋：山階侯爵邸内に山階鳥類研究所の前身である山階家鳥類標本館（東京府豊多摩郡渋谷町上渋谷（現在の東京都渋谷区南平台））を私費を投じて建設着工する。冷暖房がない時代であったので、2階の標本室が外の気温に直接影響されないよう、天井を2層にした（このため、東京大空襲の際も標本は無事であった）。
1932年（昭和7年）春：山階家鳥類標本館の完成（建設費は当時の金額で5万円）。鉄筋コンクリート2階建て126坪（416平方メートル）で、1階が研究室と図書室、2階が標本室。完工後、約1年間湿気を抜いた。
アジア・太平洋地域の鳥類標本収集を開始し、1933年（昭和8年）5月に山階家鳥類標本館開所式を行なった。春から標本類などを運び込む。山階家鳥類標本館の体制は、芳麿 館長（格）で、研究員には北大出身の山田信夫、飼育担当は妻の寿賀子と佐藤勇吉、佐久間英松の3人、標本・図書管理が日和三徳、標本採集のための嘱託が折居彪二郎であった。1942年（昭和17年）文部省から財団法人としての認可を得て、財団法人山階鳥類研究所を設立した。今日においても鳥類研究の機関として運営されている。
1945年（昭和20年）3月10日、この日の空襲を含む「東京大空襲」において焼夷弾の直撃を10発うけるが2重の天井のため、炎上しなかった。ただし、天井にひびが入り、雨漏りがするようになった。1966年（昭和41年）、戦災のため雨漏りがするようになった2階を補修するため、天井の上に1階を継ぎ足し、3階建とした。
1984年（昭和59）年12月、渋谷南平台の敷地を売却し、千葉県我孫子市高野山に新築移転。1986年（昭和61年）、礼宮文仁親王を総裁に推戴。1992年（平成4年）財団設立50周年を記念して山階芳麿賞を創設。1998年（平成10年）、紀宮清子内親王が非常勤研究員に就任（2005年（平成17年）の結婚まで）。2012年（平成24年）4月1日、法人名を「公益財団法人山階鳥類研究所」と改称。

## 栄典
- 勲一等旭日桐花大綬章
- 紫綬褒章
- ゴールデンアーク勲章（英語版）

## 著書
- 『日本の鳥類と其生態 旧北区の部』全2巻 梓書房、1933-1934年
- 満洲産鳥類の食性 満洲国林野局 1939
- 鳥十話 羽田書店 1944
- 鳥ごよみ 三興書林 1948
- 鳥の生活と巣箱 国民図書刊行会 1948 (教室文庫)
- 細胞学に基づく動物の分類 北方出版社 1949 (生物選書)
- 鳥の減る国ふえる国 日本鳥類保護連盟 1967
- 『世界鳥類和名辞典』大学書林 1986年 - 世界の全鳥類に和名をつけた労作

### 共編著
- 日本鳥類の生態と保護 共立出版 1951
- 学生動物図鑑 岡田弥一郎、石井悌共編 南条書店 1952
- 野鳥野獣500種 宇田川竜男、今泉吉典共著 日本農林社 1954
- 鳥類 世界文化社 1969 (カラー図鑑百科)

### 翻訳
- 鳥類 ロジャー・ピーターソン タイムライフインターナショナル 1969 (タイムライフブックス)

## 論文
- 国立情報学研究所収録論文 国立情報学研究所